# Enhanced Chip Set
ECS (Enhanced Chip Set) — так называлась усовершенствованная версия видео чипсета OCS для классических моделей Amiga. Чипсет был разработан в 1990 году для Amiga 3000 и первоначально содержал как «устаревшие», так и обновлённые чипы. К концу 1991 года он представлял собой уже законченное решение, обеспечивающее обратную совместимость с чипсетом OCS. Официально внедрение чипсета началось с Amiga 500+, а последним компьютером в котором он применялся стала Amiga 600.
ECS включал в себя чипы Super Agnus (поддерживающий до 2Мб CHIP-памяти) и Super Denise. Появились следующие возможности:
- Поддержаны видеорежимы Productivity (640×480, без интерлейса) и SuperHires (1280×200 и 1280×256), которые, однако, были ограничены 4 цветами;
- Блиттер научился копировать области графики в разрешениях свыше 1024×1024 всего за один такт;
- Стало возможным отображение спрайтов на любом участке экрана и за его пределами.

Эти возможности получили своё дальнейшее развитие уже в чипсете AGA.
Компьютеры с чипсетом ECS: Amiga 1500+/Amiga 2000+, Amiga 3000, Amiga 3000T, Amiga 3000UX, Amiga 500+, Amiga 600